# Vietnámi đồng
A vietnámi đồng (vietnámiul đồng Việt Nam) Vietnám hivatalos pénzneme. A váltópénzek már oly csekély értékűek, hogy nem hoznak újabbakat forgalomba.

## Név jelentése
Vietnámi nyelven a đồng rezet, illetve bronzot jelent, a francia gyarmatosítás előtt ugyanis Vietnámban rézből verték az érméket. A szó használatos általános pénz értelemben is, például az amerikai vietnámiak a dollárt is đồngnak szokták hívni, ezért ha a vietnámi valutára hivatkoznak, hozzáteszik, hogy vietnámi đồng.

## Története
Miután Vietnám Francia-Indokína részévé vált, a hivatalos pénz a francia-indokínai piaszter lett, melyeken a vietnámi nyelvű szöveg đồngnak, ritkábban bạcnak (ezüst) nevezte a pénzt. Miután a francia gyarmati uralom véget ért, Észak- és Dél-Vietnám is önálló pénzkibocsátásba kezdett đồng néven.
Észak-Vietnám az első đồngot 1946-ban adta ki és 1:1 arányban váltotta fel a piasztert. Ezután kétszer is végrehajtottak valutareformot: először 1951-ben (1:100 arányban), majd 1958-ban (1:1000 arányban).
Dél-Vietnám 1952-ben adott ki először önálló valutát, és ez is 1:1 arányban lépett a piaszter helyébe. 1975. szeptember 2-án, Saigon eleste után új pénzt, a „felszabadulási” đồngot vezették be 1:500 arányban a dél-vietnámi đồng helyébe.
A két országrész egyesítését követően 1978. május 3-án a két valutát is egyesítették oly módon, hogy az északi đồngért 1:1 arányban adtak új đồngot, míg a déli felszabadulási đồngért csak 0,8 új đồngot adtak.
1985. szeptember 4-én a közös đồngon is valutareformot hajtottak végre, 1 új đồngért 10 korábbi đồngot kellett adni.
Vietnámban a krónikus infláció miatt 2003. december 17-én húsz év óta először hoztak forgalomba érméket. Forgalmi címletek: 200, 500, 1000, 2000, 5000 đồng.
Az érmék forgalomba hozatalával egyidőben jelentek meg az új, polimer alapú bankjegyek, melyek bevezetésétől a bankjegygyártás költségeinek csökkenését várta a bank. Néhány bankjegy a 10 000–500 000 đồng címletek készültek az új polimer sorozat részeként, a kisebb címletű bankjegyek forgalma az érmék kibocsátásával visszaszorulóban van. 2001-ben egy 50 đồngos emlékbankjegyet is kiadtak, de csekély értéke miatt csak a gyűjtők számára érdekes.

## Érmék
| Érték | Tulajdonságok | Tulajdonságok | Tulajdonságok | Tulajdonságok          | Leírás | Leírás                           | Dátum      | Dátum               | Dátum                                               |
| Érték | Átmérő        | vastagság     | Súly          | Anyag                  | Előlap | Hátlap                           | Első verés | Kibocsátás          | visszavonás                                         |
| ----- | ------------- | ------------- | ------------- | ---------------------- | ------ | -------------------------------- | ---------- | ------------------- | --------------------------------------------------- |
| 200₫  | 20 mm         | 1,45 mm       | 3,2 g         | nikkel                 | címer  | National designs                 | 2003       | 2003. december. 17. | hivatalos fizetőeszköz, de forgalomban nagyon ritka |
| 500₫  | 22 mm         | 1,75 mm       | 4,5 g         | nikkel                 | címer  | National designs                 | 2003       | 2004. április 1.    | hivatalos fizetőeszköz, de forgalomban nagyon ritka |
| 1000₫ | 19 mm         | 1,95 mm       | 3,8 g         | réz-cink               | címer  | Water Temple, Đô Temple          | 2003       | 2003. december 17.  | hivatalos fizetőeszköz, de forgalomban nagyon ritka |
| 2000₫ | 23,5 mm       | 1,8 mm        | 5,1 g         | réz-cink               | címer  | nemzetiségi ház                  | 2003       | 2004. április 1.    | hivatalos fizetőeszköz, de forgalomban nagyon ritka |
| 5000₫ | 25,5 mm       | 2,2 mm        | 7,7 g         | réz, alumínium, nikkel | címer  | Chùa Một Cột (One Pillar Pagoda) | 2003       | 2003. december 17.  | hivatalos fizetőeszköz, de forgalomban nagyon ritka |

## Bankjegyek

### 1991-es papírbankjegyek
| Kép | Névérték     | Méret       | szín                 | Leírás          | Leírás                    | dátumok   | dátumok              | dátumok         |
| Kép | Névérték     | Méret       | szín                 | Előlap          | Hátlap                    | Nyomtatás | kibocsátás           | visszavonás     |
| --- | ------------ | ----------- | -------------------- | --------------- | ------------------------- | --------- | -------------------- | --------------- |
|     | 100 đồng     | 120 × 59 mm | barna és zöld háttér | nemzeti motívum | Phổ Minh-pagoda           | 1991      | 1992. május 2.       | ?               |
|     | 200 đồng     | 130 × 65 mm | narancs              | Ho Si Minh      | Mezőgazdasági termelés    | 1987      | 1987. szeptember 30. | ?               |
|     | 500 đồng     | 130 × 65 mm | rózsaszín            | Ho Si Minh      | Haiphong kikötője         | 1988      | 1989. augusztus 15.  | ?               |
|     | 1000 đồng    | 134 × 65 mm | többszínű            | Ho Si Minh      | Fűrészáruk                | 1988      | 1989. október 20.    | ?               |
|     | 2000 đồng    | 134 × 65 mm | többszínű            | Ho Si Minh      | Textiliák                 | 1988      | 1989. október 20.    | ?               |
|     | 5 000 đồng   | 134 × 65 mm | kék                  | Ho Si Minh      | Trị An vízenergiája       | 1991      | 1993. január 15.     | ?               |
|     | 10 000 đồng  | 140 × 68 mm | vörös                | Ho Si Minh      | Halong-öböl               | 1993      | 1994. október 15.    | 2013. január 1. |
|     | 20 000 đồng  | 140 × 68 mm | kék                  | Ho Si Minh      | konzervgyár               | 1991      | 1993. március 2.     | 2013. január 1. |
|     | 50 000 đồng  | 140 × 68 mm | zöld                 | Ho Si Minh      | Nhà Rồng kikötője         | 1994      | 1994. október 15.    | forgalomban     |
|     | 100 000 đồng | 145 × 71 mm | barna                | Ho Si Minh      | Uncle Ho nemzetiségi háza | 1994      | 2000. szeptember 1.  | forgalomban     |

### 2003-as sorozat
2003-ban polimer alapú bankjegyeket bocsátottak ki.
| Kép | Névérték     | méret       | szín                     | Leírás     | Leírás                             | Dátumok             | Dátumok     |
| Kép | Névérték     | méret       | szín                     | Előlap     | Hátlap                             | kibocsátás          | visszavonás |
| --- | ------------ | ----------- | ------------------------ | ---------- | ---------------------------------- | ------------------- | ----------- |
|     | 10 000 đồng  | 132 × 60mm  | sötétbarna és sárgászöld | Ho Si Minh | külföldi platform                  | 2006. augusztus 30. | forgalomban |
|     | 20 000 đồng  | 136 × 65 mm | kék                      | Ho Si Minh | Hoi An-i japán híd                 | 2006. május 17.     | forgalomban |
|     | 50 000 đồng  | 140 × 65 mm | rózsaszín                | Ho Si Minh | Huế                                | 2003. december 17.  | forgalomban |
|     | 100 000 đồng | 144 × 65 mm | sárgászöld               | Ho Si Minh | Az irodalom temploma               | 2004. szeptember 1. | forgalomban |
|     | 200 000 đồng | 148 × 65mm  | barnásvörös              | Ho Si Minh | Halong-öböl                        | 2006. augusztus 30. | forgalomban |
|     | 500 000 đồng | 152 × 65 mm | ciánzöld                 | Ho Si Minh | Ho Si Minh szülőhelye Kim Liên-ben | 2003. december 17.  | forgalomban |